# Beautiful Maria of My Soul
"Beautiful Maria of my Soul" (španj. Bella María de mi alma) je pjesma koja se može čuti u filmu Kraljevi mamba iz 1992. godine. Pjesmu u filmu je otpjevao Antonio Banderas na španjolskom, dok englesku inačicu pjesme pjeva Los Lobos. Pjesmu je napisao Arne Glimcher a uglazbio Robert Kraft. Film je ekranizacija romana (Kraljevi mamba sviraju ljubavne pjesme) (engl. The Mambo Kings Play Songs of Love) Oscara Hijuelosa koji je nagrađen Pulitzerovm nagradom za književno djelo 1990.
U filmu, Nestor, kojeg glumui Banderas, piše ovu pjesmu svojoj ljubavi Mariji Riveiro (Talisa Soto) koja je ostala na Kubi. 
Pjesma je nominirana za Oskara. Antonio Banderas odbio je otpjevati pjesmu uživo a tenor Plácido Domingo postao je prvi Španjolac koji je nastupao na dodjeli Oskara.